# لی شافو
لی شافو(انگلیسی: Li Shufu؛ زادهٔ ۱۹۶۳) کارآفرین، بازرگان و مدیر ارشد اجرایی چینی است، که در سال ۱۹۸۶ شرکت خودروسازی جیلی را تأسیس نمود. وی در حال حاضر به‌عنوان رییس هیئت مدیره شرکت‌های جیلی و ولوو کارزفعالیت می‌کند او در سال ۲۰۲۰ یک وب سایت خبری به چندین زبان، که بیشتر آنها عربی بودند، تأسیس کرد از طرف أخبار نگاه کنید(انگلیسی: Shufu News.